# 2025年中国グランプリ
2025年中国グランプリ（英: 2025 Chinese Grand Prix、正式名称: Formula 1 Heineken Chinese Grand Prix 2025）は、2025年のF1世界選手権の第2戦として、2025年3月23日に上海インターナショナル・サーキットで開催された。

## 背景
タイヤ
ピレリが持ち込んだドライ用タイヤのコンパウンドはハード（白）：C2、ミディアム（黄）：C3、ソフト（赤）：C4の組み合わせ。
| ドライ用   | ドライ用       | ドライ用   | ウェット用           | ウェット用   |
| C2         | C3             | C4         | インターミディエイト | フルウェット |
| ---------- | -------------- | ---------- | -------------------- | ------------ |
| （ハード） | （ミディアム） | （ソフト） | （小雨用）           | （大雨用）   |
DRS：2箇所
※（　）内は検知ポイント
- DRS1：ターン13の375m先から（ターン12）
- DRS2：ターン16の98m先から（ターン16の35m手前）

スプリント
前年に引き続き、本年もスプリントの対象レースとして開催される。
エディ・ジョーダンの死
本GP開催直前の3月20日、ジョーダン・グランプリの創設者であるエディ・ジョーダンが癌の進行により亡くなった。76歳没。ジョーダンの後身チームであるアストンマーティンは彼の死を悼み、AMR25にジョーダンのチームロゴであったクローバーとエディの名（Eddie Jordan）を掲示した。

## エントリー
前戦から変更なし。

## フリー走行
FP1
2025年3月21日 11:30 CST(UTC+8)（特記のない出典: ）
- 気温22度、路面温度34度、晴、ドライ

### FP1の順位
| \| 順位 \| ドライバー \| コンストラクター \| タイム \| \| ---------- \| ------------ \| ---------------- \| -------- \| \| 1 \| L.ノリス \| マクラーレン \| 1:31.504 \| \| 2 \| C.ルクレール \| フェラーリ \| 1:31.958 \| \| 3 \| O.ピアストリ \| マクラーレン \| 1:32.153 \| \| 4 \| L.ハミルトン \| フェラーリ \| 1:32.195 \| \| 5 \| G.ラッセル \| メルセデス \| 1:32.377 \| \| 出典: [10] \| \| \| \| | - 注: トップ5まで掲載。 |                  |          |
| 順位 | ドライバー              | コンストラクター | タイム   |
| 1 | L.ノリス                | マクラーレン     | 1:31.504 |
| 2 | C.ルクレール            | フェラーリ       | 1:31.958 |
| 3 | O.ピアストリ            | マクラーレン     | 1:32.153 |
| 4 | L.ハミルトン            | フェラーリ       | 1:32.195 |
| 5 | G.ラッセル              | メルセデス       | 1:32.377 |
| 出典: |                         |                  |          |

## スプリント予選
2025年3月21日 15:30 CST(UTC+8)（特記のない出典: ）
- 気温25度、路面温度38度、晴、ドライ

ルイス・ハミルトンが最速タイムをマークした。角田裕毅はポイント圏内を狙える8番手、リアム・ローソンはタイヤを適切な作動温度領域に入れられず最下位に終わった。

### スプリント予選の結果
| 順位                | No. | ドライバー                     | コンストラクター                        | SQ1      | SQ2      | SQ3      | Grid |
| ------------------- | --- | ------------------------------ | --------------------------------------- | -------- | -------- | -------- | ---- |
| 1                   | 44  | ルイス・ハミルトン             | フェラーリ                              | 1:31.212 | 1:31.384 | 1:30.849 | 1    |
| 2                   | 1   | マックス・フェルスタッペン     | レッドブル-ホンダ・RBPT                 | 1:31.916 | 1:31.521 | 1:30.867 | 2    |
| 3                   | 81  | オスカー・ピアストリ           | マクラーレン-メルセデス                 | 1:31.723 | 1:31.362 | 1:30.929 | 3    |
| 4                   | 16  | シャルル・ルクレール           | フェラーリ                              | 1:31.518 | 1:31.561 | 1:31.057 | 4    |
| 5                   | 63  | ジョージ・ラッセル             | メルセデス                              | 1:31.952 | 1:31.346 | 1:31.169 | 5    |
| 6                   | 4   | ランド・ノリス                 | マクラーレン-メルセデス                 | 1:31.396 | 1:31.174 | 1:31.393 | 6    |
| 7                   | 12  | アンドレア・キミ・アントネッリ | メルセデス                              | 1:31.999 | 1:31.475 | 1:31.738 | 7    |
| 8                   | 22  | 角田裕毅                       | レーシングブルズ-ホンダ・RBPT           | 1:32.316 | 1:31.794 | 1:31.773 | 8    |
| 9                   | 23  | アレクサンダー・アルボン       | ウィリアムズ-メルセデス                 | 1:32.462 | 1:31.539 | 1:31.852 | 9    |
| 10                  | 18  | ランス・ストロール             | アストンマーティン・アラムコ-メルセデス | 1:32.327 | 1:31.742 | 1:31.982 | 10   |
| 11                  | 14  | フェルナンド・アロンソ         | アストンマーティン・アラムコ-メルセデス | 1:32.121 | 1:31.815 | n/a      | 11   |
| 12                  | 87  | オリバー・ベアマン             | ハース-フェラーリ                       | 1:32.269 | 1:31.978 | n/a      | 12   |
| 13                  | 55  | カルロス・サインツ             | ウィリアムズ-メルセデス                 | 1:32.457 | 1:32.325 | n/a      | 13   |
| 14                  | 5   | ガブリエル・ボルトレト         | キック・ザウバー-フェラーリ             | 1:32.539 | 1:32.564 | n/a      | 14   |
| 15                  | 6   | アイザック・ハジャー           | レーシングブルズ-ホンダ・RBPT           | 1:32.171 | No Time  | n/a      | 15   |
| 16                  | 7   | ジャック・ドゥーハン           | アルピーヌ-ルノー                       | 1:32.575 | n/a      | n/a      | 16   |
| 17                  | 10  | ピエール・ガスリー             | アルピーヌ-ルノー                       | 1:32.640 | n/a      | n/a      | 17   |
| 18                  | 31  | エステバン・オコン             | ハース-フェラーリ                       | 1:32.651 | n/a      | n/a      | 18   |
| 19                  | 27  | ニコ・ヒュルケンベルグ         | キック・ザウバー-フェラーリ             | 1:32.675 | n/a      | n/a      | PL 1 |
| 20                  | 30  | リアム・ローソン               | レッドブル-ホンダ・RBPT                 | 1:32.729 | n/a      | n/a      | 19   |
| 107% time: 1:37.596 |     |                                |                                         |          |          |          |      |
| 出典:               |     |                                |                                         |          |          |          |      |

追記
- ^1 - ヒュルケンベルグはパルクフェルメ下でサスペンションのセッティングを変更したためピットレーンスタート[14]

## スプリント
2025年3月22日 11:00 CST(UTC+8)
（特記のない出典:）
- 5.451 km × 19周 - 0.190 km（オフセット）＝ 103.379 km[16]
- 気温23度、路面温度36度、晴、ドライ

フェラーリ移籍2戦目でポールシッターのルイス・ハミルトンが首位をキープし、今季最初のスプリントを制した。オスカー・ピアストリが2位、マックス・フェルスタッペンが3位に入った。角田裕毅は6位で今季初入賞を果たした。

### スプリントの結果
| 順位                                                       | No. | ドライバー                     | コンストラクター                        | 周回数 | タイム/リタイア原因 | Grid | Pts. |
| ---------------------------------------------------------- | --- | ------------------------------ | --------------------------------------- | ------ | ------------------- | ---- | ---- |
| 1                                                          | 44  | ルイス・ハミルトン             | フェラーリ                              | 19     | 30:39.965           | 1    | 8    |
| 2                                                          | 81  | オスカー・ピアストリ           | マクラーレン-メルセデス                 | 19     | +6.889              | 3    | 7    |
| 3                                                          | 1   | マックス・フェルスタッペン     | レッドブル-ホンダ・RBPT                 | 19     | +9.804              | 2    | 6    |
| 4                                                          | 63  | ジョージ・ラッセル             | メルセデス                              | 19     | +11.592             | 5    | 5    |
| 5                                                          | 16  | シャルル・ルクレール           | フェラーリ                              | 19     | +12.190             | 4    | 4    |
| 6                                                          | 22  | 角田裕毅                       | レーシングブルズ-ホンダ・RBPT           | 19     | +22.288             | 8    | 3    |
| 7                                                          | 12  | アンドレア・キミ・アントネッリ | メルセデス                              | 19     | +23.038             | 7    | 2    |
| 8                                                          | 4   | ランド・ノリス                 | マクラーレン-メルセデス                 | 19     | +23.471             | 6    | 1    |
| 9                                                          | 18  | ランス・ストロール             | アストンマーティン・アラムコ-メルセデス | 19     | +24.916             | 10   |      |
| 10                                                         | 14  | フェルナンド・アロンソ         | アストンマーティン・アラムコ-メルセデス | 19     | +38.218             | 11   |      |
| 11                                                         | 23  | アレクサンダー・アルボン       | ウィリアムズ-メルセデス                 | 19     | +39.292             | 9    |      |
| 12                                                         | 10  | ピエール・ガスリー             | アルピーヌ-ルノー                       | 19     | +39.649             | 17   |      |
| 13                                                         | 6   | アイザック・ハジャー           | レーシングブルズ-ホンダ・RBPT           | 19     | +42.400             | 15   |      |
| 14                                                         | 30  | リアム・ローソン               | レッドブル-ホンダ・RBPT                 | 19     | +44.904             | 19   |      |
| 15                                                         | 87  | オリバー・ベアマン             | ハース-フェラーリ                       | 19     | +45.649             | 12   |      |
| 16                                                         | 31  | エステバン・オコン             | ハース-フェラーリ                       | 19     | +46.182             | 18   |      |
| 17                                                         | 55  | カルロス・サインツ             | ウィリアムズ-メルセデス                 | 19     | +51.376             | 13   |      |
| 18                                                         | 5   | ガブリエル・ボルトレト         | キック・ザウバー-フェラーリ             | 19     | +53.940             | 14   |      |
| 19                                                         | 27  | ニコ・ヒュルケンベルグ         | キック・ザウバー-フェラーリ             | 19     | +56.682             | PL   |      |
| 20                                                         | 7   | ジャック・ドゥーハン           | アルピーヌ-ルノー                       | 19     | +1:10.212 1         | 16   |      |
| 優勝スピード（勝者ハミルトンの平均速度）: 202.267 km/h     |     |                                |                                         |        |                     |      |      |
| ファステストラップ: ルイス・ハミルトン - 1:35.399（2周目） |     |                                |                                         |        |                     |      |      |
| 出典:                                                      |     |                                |                                         |        |                     |      |      |

追記
- ^1 - ドゥーハンはターン14でボルトレトと接触した件の責任を問われ、10秒のタイムペナルティ（ペナルティ未消化のため、レースタイムに10秒加算）とペナルティポイント2点（累積2点）が科せられた。

ラップリーダー
※太字は最多ラップリーダー
- ルイス・ハミルトン - 19周 (1-19)

## 予選
2025年3月22日 15:00 CST(UTC+8)
（特記のない出典: ）
- 気温26度、路面温度40度、晴、ドライ

オスカー・ピアストリがF1キャリア初のポールポジションを獲得した。フロントローに並ぶのはジョージ・ラッセルで、前戦オーストラリアGPを制したランド・ノリスが3番手を得た。レーシングブルズは2台ともQ3進出を果たし、アイザック・ハジャーが7番手とチームメイトで9番手の角田裕毅を上回った。レッドブルはマックス・フェルスタッペンが4番手となったが、リアム・ローソンはスプリント予選に続いて最下位に沈み、2戦連続のQ1敗退を喫した。

### 予選結果
| 順位                | No. | ドライバー                     | コンストラクター                        | Q1       | Q2       | Q3       | Grid |
| ------------------- | --- | ------------------------------ | --------------------------------------- | -------- | -------- | -------- | ---- |
| 1                   | 81  | オスカー・ピアストリ           | マクラーレン-メルセデス                 | 1:31.591 | 1:31.200 | 1:30.641 | 1    |
| 2                   | 63  | ジョージ・ラッセル             | メルセデス                              | 1:31.295 | 1:31.307 | 1:30.723 | 2    |
| 3                   | 4   | ランド・ノリス                 | マクラーレン-メルセデス                 | 1:30.983 | 1:30.787 | 1:30.793 | 3    |
| 4                   | 1   | マックス・フェルスタッペン     | レッドブル-ホンダ・RBPT                 | 1:31.424 | 1:31.142 | 1:30.817 | 4    |
| 5                   | 44  | ルイス・ハミルトン             | フェラーリ                              | 1:31.690 | 1:31.501 | 1:30.927 | 5    |
| 6                   | 16  | シャルル・ルクレール           | フェラーリ                              | 1:31.579 | 1:31.450 | 1:31.021 | 6    |
| 7                   | 6   | アイザック・ハジャー           | レーシングブルズ-ホンダ・RBPT           | 1:31.162 | 1:31.253 | 1:31.079 | 7    |
| 8                   | 12  | アンドレア・キミ・アントネッリ | メルセデス                              | 1:31.676 | 1:31.590 | 1:31.103 | 8    |
| 9                   | 22  | 角田裕毅                       | レーシングブルズ-ホンダ・RBPT           | 1:31.238 | 1:31.260 | 1:31.638 | 9    |
| 10                  | 23  | アレクサンダー・アルボン       | ウィリアムズ-メルセデス                 | 1:31.503 | 1:31.595 | 1:31.706 | 10   |
| 11                  | 31  | エステバン・オコン             | ハース-フェラーリ                       | 1:31.876 | 1:31.625 | n/a      | 11   |
| 12                  | 27  | ニコ・ヒュルケンベルグ         | キック・ザウバー-フェラーリ             | 1:31.921 | 1:31.632 | n/a      | 12   |
| 13                  | 14  | フェルナンド・アロンソ         | アストンマーティン・アラムコ-メルセデス | 1:31.719 | 1:31.688 | n/a      | 13   |
| 14                  | 18  | ランス・ストロール             | アストンマーティン・アラムコ-メルセデス | 1:31.923 | 1:31.773 | n/a      | 14   |
| 15                  | 55  | カルロス・サインツ             | ウィリアムズ-メルセデス                 | 1:31.628 | 1:31.840 | n/a      | 15   |
| 16                  | 10  | ピエール・ガスリー             | アルピーヌ-ルノー                       | 1:31.992 | n/a      | n/a      | 16   |
| 17                  | 87  | オリバー・ベアマン             | ハース-フェラーリ                       | 1:32.018 | n/a      | n/a      | 17   |
| 18                  | 7   | ジャック・ドゥーハン           | アルピーヌ-ルノー                       | 1:32.092 | n/a      | n/a      | 18   |
| 19                  | 5   | ガブリエル・ボルトレト         | キック・ザウバー-フェラーリ             | 1:32.141 | n/a      | n/a      | 19   |
| 20                  | 30  | リアム・ローソン               | レッドブル-ホンダ・RBPT                 | 1:32.174 | n/a      | n/a      | PL 1 |
| 107% time: 1:37.351 |     |                                |                                         |          |          |          |      |
| 出典:               |     |                                |                                         |          |          |          |      |

追記
- ^1 - ローソンはパルクフェルメ下でサスペンションのセッティングを変更したためピットレーンスタート。

## 決勝
2025年3月23日 15:00 CST(UTC+8)
（特記のない出典: ）
- 気温27度、路面温度36度、晴のち曇、ドライ

初のポールポジションを獲得したオスカー・ピアストリがポール・トゥ・ウィンでレースを制し、レース開始から間もなくランド・ノリスがジョージ・ラッセルをパスしてマクラーレンが1-2体制を築き、最後まで他チームの追随を許さないまま1-2フィニッシュを決めた。ラッセルは3位を守り2戦続けて表彰台を獲得し、マックス・フェルスタッペンはスタート直後にフェラーリ勢に先行されるも両者を抜いて4位の座を取り戻した。前戦オーストラリアGPで散々な結果に終わったハース勢はエステバン・オコンが5位、オリバー・ベアマンが8位とダブル入賞を果たした。角田裕毅はチームの戦略ミスとフロントウィングが突然脱落する不運に見舞われ、周回遅れの最下位でレースを終えた。
レース終了後の車検において、5-6位でフィニッシュしたフェラーリ勢と9位でフィニッシュしたピエール・ガスリーに失格処分が下された。シャルル・ルクレールとガスリーは最低重量の800kgを1kg下回る799kgと計測され、ルイス・ハミルトンはマシン底部のプランク・アセンブリーの厚さが摩耗により規定の9mmを下回ったことによるものであった。この失格によりランス・ストロールが9位、カルロス・サインツが10位にそれぞれ繰り上がり、ストロールは2戦連続入賞、サインツはウィリアムズ移籍後初入賞を果たすとともにダブル入賞をもたらした。ガスリーの失格により、ポイントを獲得できていないチームはアルピーヌのみとなった。

### レース結果
| 順位                                                    | No. | ドライバー                     | コンストラクター                        | 周回数 | タイム/リタイア原因 | Grid | Pts. |
| ------------------------------------------------------- | --- | ------------------------------ | --------------------------------------- | ------ | ------------------- | ---- | ---- |
| 1                                                       | 81  | オスカー・ピアストリ           | マクラーレン-メルセデス                 | 56     | 1:30:55.026         | 1    | 25   |
| 2                                                       | 4   | ランド・ノリス                 | マクラーレン-メルセデス                 | 56     | +9.748              | 3    | 18   |
| 3                                                       | 63  | ジョージ・ラッセル             | メルセデス                              | 56     | +11.097             | 2    | 15   |
| 4                                                       | 1   | マックス・フェルスタッペン     | レッドブル-ホンダ・RBPT                 | 56     | +16.656             | 4    | 12   |
| 5                                                       | 31  | エステバン・オコン             | ハース-フェラーリ                       | 56     | +49.969             | 11   | 10   |
| 6                                                       | 12  | アンドレア・キミ・アントネッリ | メルセデス                              | 56     | +53.748             | 8    | 8    |
| 7                                                       | 23  | アレクサンダー・アルボン       | ウィリアムズ-メルセデス                 | 56     | +56.321             | 10   | 6    |
| 8                                                       | 87  | オリバー・ベアマン             | ハース-フェラーリ                       | 56     | +1:01.303           | 17   | 4    |
| 9                                                       | 18  | ランス・ストロール             | アストンマーティン・アラムコ-メルセデス | 56     | +1:10.204           | 14   | 2    |
| 10                                                      | 55  | カルロス・サインツ             | ウィリアムズ-メルセデス                 | 56     | +1:16.387           | 15   | 1    |
| 11                                                      | 6   | アイザック・ハジャー           | レーシングブルズ-ホンダ・RBPT           | 56     | +1:18.875           | 7    |      |
| 12                                                      | 30  | リアム・ローソン               | レッドブル-ホンダ・RBPT                 | 56     | +1:21.147           | PL   |      |
| 13                                                      | 7   | ジャック・ドゥーハン           | アルピーヌ-ルノー                       | 56     | +1:28.401 1         | 18   |      |
| 14                                                      | 5   | ガブリエル・ボルトレト         | キック・ザウバー-フェラーリ             | 55     | +1 Lap              | 19   |      |
| 15                                                      | 27  | ニコ・ヒュルケンベルグ         | キック・ザウバー-フェラーリ             | 55     | +1 Lap              | 12   |      |
| 16                                                      | 22  | 角田裕毅                       | レーシングブルズ-ホンダ・RBPT           | 55     | +1 Lap              | 9    |      |
| Ret                                                     | 14  | フェルナンド・アロンソ         | アストンマーティン・アラムコ-メルセデス | 4      | ブレーキ            | 13   |      |
| DSQ                                                     | 16  | シャルル・ルクレール           | フェラーリ                              | 56     | 失格 2              | 6    |      |
| DSQ                                                     | 44  | ルイス・ハミルトン             | フェラーリ                              | 56     | 失格 3              | 5    |      |
| DSQ                                                     | 10  | ピエール・ガスリー             | アルピーヌ-ルノー                       | 56     | 失格 2              | 16   |      |
| 優勝スピード（勝者ピアストリの平均速度）: 201.325 km/h  |     |                                |                                         |        |                     |      |      |
| ファステストラップ: ランド・ノリス - 1:35.454（53周目） |     |                                |                                         |        |                     |      |      |
| 出典:                                                   |     |                                |                                         |        |                     |      |      |

追記
- ^1 - ドゥーハンはターン14でハジャーをコース外に押し出したため、10秒のタイムペナルティ（ペナルティ未消化のため、レースタイムに10秒加算）とペナルティポイント2点（累計4点）が科せられた。
- ^2 - ルクレールは5位、ガスリーは9位でフィニッシュしたが、レース後の車検で最低重量の800kgを1kg下回ったため失格。
- ^3 - ハミルトンは6位でフィニッシュしたが、レース後の車検でマシン底部のプランク・アセンブリーの厚さが最小値の9mmを下回ったため失格。

ラップリーダー
※太字は最多ラップリーダー
- オスカー・ピアストリ - 53周 (1-13, 17-56)
- ランド・ノリス - 2周 (14-15)
- アレクサンダー・アルボン - 1周 (16)

## 主な記録
（特記のない出典: ）
ドライバー
- 初のポールポジション / ポール・トゥ・ウィン: オスカー・ピアストリ
- スプリント初勝利: ルイス・ハミルトン
- 初出走/初完走: アイザック・ハジャー
- 初完走: ガブリエル・ボルトレト

コンストラクター
- 50回目の1-2フィニッシュ: マクラーレン
- 300回目の表彰台: メルセデス
- 1,100戦目の出走: フェラーリ
- 初入賞: レーシングブルズ

## 第2戦終了時点のランキング
|       | 順位 | ドライバー                     | ポイント |
| ----- | ---- | ------------------------------ | -------- |
|       | 1    | ランド・ノリス                 | 44       |
|       | 2    | マックス・フェルスタッペン     | 36       |
|       | 3    | ジョージ・ラッセル             | 35       |
| 5     | 4    | オスカー・ピアストリ           | 34       |
| 1     | 5    | アンドレア・キミ・アントネッリ | 22       |
| 出典: |      |                                |          |

|       | 順位 | コンストラクター        | ポイント |
| ----- | ---- | ----------------------- | -------- |
|       | 1    | マクラーレン-メルセデス | 78       |
|       | 2    | メルセデス              | 57       |
|       | 3    | レッドブル-ホンダ・RBPT | 36       |
|       | 4    | ウィリアムズ-メルセデス | 17       |
| 2     | 5    | フェラーリ              | 17       |
| 出典: |      |                         |          |

- 注：いずれもトップ5まで掲載。ウィリアムズとフェラーリは同点だが、上位フィニッシュの回数によりウィリアムズが4位、フェラーリが5位[46]。